# Grand Prix moto de Hongrie

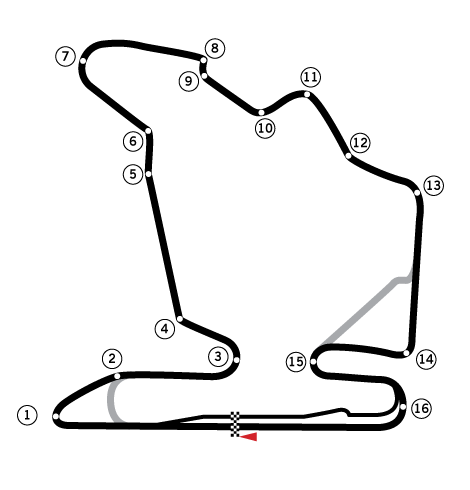
Le tracé du Grand Prix de Hongrie.

Le Grand Prix moto de Hongrie est un Grand Prix motocycliste du championnat du monde de vitesse moto.
Seules deux éditions ont eu lieu au début des années 1990. Le Grand Prix aurait dû faire son retour en 2009 sur le tout nouveau Balatonring. Mais par suite de retards de construction, l'épreuve a été annulée en 2009, puis en 2010.

## Vainqueurs
| Année | Circuit     | 125 cm3                       | 250 cm3                | 500 cm3               | Rapport |
| ----- | ----------- | ----------------------------- | ---------------------- | --------------------- | ------- |
| 1990  | Hungaroring | Loris Capirossi (Honda)       | John Kocinski (Yamaha) | Mick Doohan (Honda)   | Rapport |
| 1992  | Hungaroring | Alessandro Gramigni (Aprilia) | Luca Cadalora (Honda)  | Eddie Lawson (Cagiva) | Rapport |